# 太田慎一
太田 慎一（おおた しんいち）はテレビドキュメンタリー演出家。数学者。大阪大学教授。専門は幾何学、特に解析学や確率論と関係が深い微分幾何学や幾何解析学など。

## プロフィール
1986年、コンピュータ会社に入社。のち　日本ソフトバンク（現ソフトバンク）でパソコン雑誌の編集と取材、記事執筆などの業務に携わる。コンピュータと映像の融合を模索する。
会社員時代に休日を利用し制作していた映像作品（ビデオ）2作品が以下のコンテストで受賞、羽仁進や大林宣彦などから絶賛。これをきっかけに映像業界に転身する。
1992年度　ぴあフィルムフェスティバル 「OGATAを捜す'92」　1992年度　ビクター主催・　東京ビデオフェスティバル大賞「韓国へ行った」
1996年11月、「韓国へ行った」がRKB毎日放送の　木村栄文によりJNN系列で「韓国へ行った　太田慎一の世界」として太田慎一のインタビューなどと併せて放送された。
1996年9月、韓国国営放送KBSの看板ドキュメンタリー「日曜スペシャル」で日本人ディレクターとして初めて韓国の番組を作る。
1993年〜1997年、フリーランスのディレクターとしてNHKおよび民放の番組やVPを作る。専門はコンピュータなど科学技術関係と、韓国･朝鮮･関係。
1998年4月、テレビ番組製作会社・プロダクションIAW（アイ・エー・ダブル）を設立。NHKを中心に民放各局からの映像の制作をはじめる。